# Say Na Na Na
A Say Na Na Na (magyarul: Mondd, hogy na na na) Serhat török énekes dala, mellyel San Marinót képviselte a 2019-es Eurovíziós Dalfesztiválon, Tel-Avivban. A dal belső kiválasztás során nyerte el a dalversenyen való indulás jogát.

## Eurovíziós Dalfesztivál
A dalt az Eurovíziós Dalfesztiválon először a május 14-i első elődöntőben adta elő, fellépési sorrendben tizenhetedikként, utolsóként a Görögországot képviselő Katerine Duska Better Love című dala után. Az elődöntőből a nyolcadik helyen jutott tovább a május 18-i döntőbe, ahol fellépési sorrendben hetedikként lépett fel, a Dániát képviselő Leonora Love Is Forever című dala után és az Észak-Macedóniát képviselő Tamara Todevska Proud című dala előtt. A pontozás során a zsűri szavazáson összesítésben a huszonharmadik helyen végzett 12 ponttal, míg a nézői szavazáson a tizedik helyen végzett 65 ponttal, így összesítésben 77 ponttal a verseny tizenkilencedik helyezettje lett.
A következő San Marinó-i induló Senhit Freaky! című dala lett volna a 2020-as Eurovíziós Dalfesztiválon.

## Külső hivatkozások
- Dalszöveg (angol nyelven). Genius
- A dal videóklipje. YouTube-videó, Eurovision Song Contest, 2019. március 7.